# Supergrupo
Supergrupo é um termo utilizado para designar grupos musicais cujos membros têm carreiras solo bem-sucedidas, são membros de outros grupos ou ainda são bem conhecidos em outras profissões musicais. O termo é geralmente utilizado no contexto do rock e música pop, porém ocasionalmente, tem sido aplicado a outros gêneros musicais, como Os Três Tenores da ópera. O termo deriva do título do álbum Super Session de 1983, com Al Kooper, Mike Bloomfield, e Stephen Stills. Outro exemplo do surgimento de um dos primeiros supergrupos, é a junção de Crosby, Stills e Nash (que mais tarde tornou-se Crosby, Stills, Nash e Young), dado o êxito de suas bandas anteriores (The Byrds, Buffalo Springfield e The Hollies).
O termo é às vezes usado de forma mais ampla para designar grupos com elevado sucesso comercial, que fizeram grandes concertos, independente do sucesso anterior de seus membros — em especial após o sucesso do Cream, cujo único membro já conhecido era Eric Clapton. Entretanto, quando corretamente empregada, a palavra se refere mais à "arquitetura" da banda do que aos resultados obtidos. "Supergrupo" também não costuma designar bandas cujos membros alcançaram fama individual após a criação da banda (como Genesis, Yes e Broken Social Scene). Também há aqueles que consideram que uma banda que recrutou um ou mais membros proeminentes poderia ser considerada um supergrupo, caso o nome da banda não se mantivesse (como o Van Halen após a entrada de Sammy Hagar e Gary Cherone).
Supergrupos (stricto sensu) tendem a ser efêmeros, geralmente sem durar mais de um ou dois álbuns. Além do mais, supergrupos costumam ser formados apenas para realizar um projeto, sem a intenção de serem permanentes.

## História

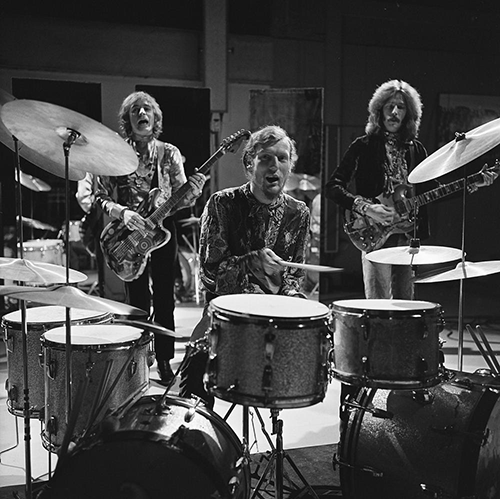
A banda de rock britânica Cream é muitas vezes creditada como o primeiro supergrupo formado.

Os Supergrupos tornaram-se populares no final da década de 1960, através do rock, para membros de grupos já bem sucedidos que gravavam álbuns juntos e que normalmente se separavam depois. O editor da Rolling Stone, Jann Wenner, criou o Cream, em 1966, considerado o primeiro supergrupo formado, esta banda é amplamente considerada como o arquétipo do supergrupo de rock de curta duração. Cream foi composto de Eric Clapton, Jack Bruce e Ginger Baker e, depois de três anos e quatro álbuns, se separou.  O guitarrista Clapton e o baterista Baker, formaram o Blind Faith em 1968, outro supergrupo pertencente ao gênero blues-rock, que recrutou Steve Winwood
das bandas The Spencer Davis Group e Traffic, além do baixista Ric Grech também pertencente ao Traffic. O grupo gravou um álbum de estúdio homônimo, antes de se separar, menos de um ano após a sua formação.

## Lista de supergrupos notáveis
Esta lista contém apenas grupos que gravaram mais que uma única canção ou tiveram mais de um concerto ao vivo juntos. Supergrupos que se juntaram apenas para gravar um single de caridade, são exceção.
| Década de 1960 | Década de 1960                                                          | Década de 1960 | Década de 1960 |
| Fundação       | Nome da banda/projecto                                                  | Membros | Notas |
| -------------- | ----------------------------------------------------------------------- | --- | --- |
| 1966           | Cream                                                                   | - Eric Clapton (The Yardbirds, John Mayall & the Bluesbreakers) - Jack Bruce (John Mayall & the Bluesbreakers, Manfred Mann, Graham Bond Organisation) - Ginger Baker (Graham Bond Organisation) | |
| 1967           | The Super Super Blues Band                                              | - Bo Diddley - Muddy Waters - Little Walter - Howlin' Wolf - Buddy Guy - Otis Spann | Não chegou a ser um grupo, mas um álbum com sete faixas. |
| 1968           | Crosby, Stills, Nash and Young                                          | - David Crosby (The Byrds) - Stephen Stills (Buffalo Springfield) - Graham Nash (The Hollies) - Neil Young (Buffalo Springfield) | |
| 1969           | Blind Faith                                                             | - Eric Clapton (Cream) - Ginger Baker (Cream) - Steve Winwood (Traffic) - Ric Grech (Family) | |
| Década de 1970 |                                                                         | | |
| Fundação       | Nome da banda/projecto                                                  | Membros | Notas |
| 1970           | Emerson, Lake & Palmer                                                  | - Keith Emerson (The Nice) - Greg Lake (King Crimson) - Carl Palmer (Atomic Rooster) | |
| 1973           | Bad Company                                                             | - Paul Rodgers (Free) - Simon Kirke (Free) - Mick Ralphs (Mott The Hoople) - Boz Burrell (King Crimson) | |
| 1973           | Journey                                                                 | - Gregg Rolie (Santana) - Neal Schon (Santana) - Aynsley Dunbar (Jeff Beck, Frank Zappa, David Bowie, et al) - Ross Valory (Steve Miller Band) | Tiveram Peter Prince (The Tubes) como baterista durante pouco tempo, antes de Dunbar se juntar à banda. Lançaram 3 álbuns antes de Steve Perry se juntar em 1977.                      |
| 1979           | Rockestra                                                               | - Paul McCartney (The Beatles, Wings) - Pete Townshend (The Who) - David Gilmour (Pink Floyd) - John Paul Jones (Led Zeppelin) - John Bonham (Led Zeppelin) - vários outros músicos | gravaram "Let It Be", "Lucille", "Rockestra Theme", and "So Glad to See You Here" para ajudar o povo do Camboja que sofria sob o regime de Pol Pot; editado como promotional EP e film |
| Década de 1980 |                                                                         | | |
| Fundação       | Nome da banda/projecto                                                  | Membros | Notas |
| 1981           | Asia                                                                    | - Geoff Downes (Yes e The Buggles) - John Wetton (King Crimson e UK) - Steve Howe (Yes) - Carl Palmer (Emerson Lake and Palmer e Atomic Rooster) | |
| 1984           | Power Station                                                           | - Robert Palmer - John Taylor (Duran Duran) - Andy Taylor (Duran Duran) - Tony Thompson (CHIC) - Michael Des Barres (Silverhead): 1985 - Bernard Edwards (CHIC): 1996-97 | |
| 1984           | Band Aid                                                                | - vários músicos britânicos | gravaram o single de caridade "Do They Know It's Christmas?" para ajuda contra a fome na Etiópia                                                                                       |
| 1984           | Mahlathini and the Mahotella Queens / Mahlathini Nezintombi Zomgqashiyo | - Simon 'Mahlathini' Nkabinde - Hilda Tloubatla (Mahotella Queens) - Nobesuthu Mbadu (Mahotella Queens) - Mildred Mangxola (Mahotella Queens) - Makgona Tsohle Band | ajudaram a introduzir a música "Mbaqanga" sul-africana nos Estados Unidos e Europa |
| 1985           | USA for Africa                                                          | - vários músicos americanos | gravaram o single de caridade "We Are the World" para ajuda ao combate à fome na Etiópia                                                                                               |
| 1985           | Northern Lights (band)                                                  | - vários músicos canadianos | gravaram o single de caridade "Tears Are Not Enough" para ajuda ao combate à fome na Etiópia                                                                                           |
| 1985           | Hear 'n Aid                                                             | - Ronnie James Dio - vários outros músicos de heavy metal | gravaram o single de caridade e o álbum Stars, para ajuda ao combate à fome em África                                                                                                  |
| 1985           | Artists United Against Apartheid                                        | - Steven Van Zandt - vários outros músicos | gravaram a canção e o álbum Sun City, para protestar contra o apartheid na África do Sul                                                                                               |
| 1986           | The David Lee Roth Band                                                 | - David Lee Roth - Steve Vai - Billy Sheehan (Mr. Big) - Gregg Bissonette (Electric Light Orchestra, Ringo Starr & His All Starr Band) | |
| 1987           | 3 Hombres                                                               | - Thomas Pappon (Fellini, Smack, Voluntários da Pátria) - Daniel Benevides - Minho K - Sweet Walter - Jayr Marcos | |
| 1987           | Tarsila                                                                 | - Dudu Marote (Que Fim Levou Robin?) - Mauro Borges (Que Fim Levou Robin?) - André Abujamra (Os Mulheres Negras), (Karnak) - Maurício Pereira (Os Mulheres Negras) - Andrés Etchenique (Tokyo) - R.H. Jackson (Notícias Popular) - Kuki Storlaski (Karnak) | |
| 1988           | Traveling Wilburys                                                      | - Roy Orbison - Tom Petty - George Harrison (The Beatles) - Bob Dylan - Jeff Lynne (Electric Light Orchestra) | gravaram dois álbuns juntos (ambos sob pseudónimos Wilbury), com a excepção de Orbison que morreu pouco depois do lançamento do primeiro                                               |
| 1988           | Tin Machine                                                             | - David Bowie - Reeves Gabriel (David Bowie) - Tony Fox Sales (Iggy Pop) - Hunt Sales (Iggy Pop) | A banda acabou em 1992. |
| 1989           | Damn Yankees                                                            | - Ted Nugent - Jack Blades (Night Ranger) - Tommy Shaw (Styx) | |
| 1989           | Band Aid II                                                             | - vários músicos | re-edição do single de caridade "Do They Know It's Christmas?" novamente para ajuda ao combate à fome na Etiópia                                                                       |
| Década de 1990 |                                                                         | | |
| Fundação       | Nome da banda/projecto                                                  | Membros | Notas |
| 1988           | Mr. Big                                                                 | - Eric Martin (Eric Martin Band(415)) - Billy Sheehan (Steve Vai) (David Lee Roth) (Talas) - Paul Gilbert (Racer X) - Pat Torpey (Impellitteri) - Richie Kotzen(1998 - 2002) (Vertú) (Poison) | Formada em 1988, obteve grande sucesso na década de 90 principalmente a partir de 1991 com a canção (To Be with You)                                                                   |
| 1990           | Temple of the Dog                                                       | - Chris Cornell (Soundgarden) - Matt Cameron (Soundgarden) - Stone Gossard (Mother Love Bone, Pearl Jam) - Jeff Ament (Mother Love Bone, Pearl Jam) - Mike McCready (Pearl Jam) - Eddie Vedder (Pearl Jam) fez segundas vozes | Formado especialmente para gravar um único álbum como tributo ao vocalista dos Mother Love Bone, Andrew Wood                                                                           |
| 1990           | Arcturus (banda)                                                        | - ICS Vortex (Borknagar, Dimmu Borgir) - Jan Axel Von Blomberg (Mayhem, Winds, Thorns) - Sverd (The Kovenant, Ulver, Satyricon) - Knut Magne Valle (Ulver) - Hugh "Skoll" Mingay (Ulver, Ved Buens Ende) - Tore Moren (Carnivora) - Kristoffer "Garm" Rygg (Ulver, Borknagar) - Carl August Tidemann (Winds, Tritonus) - Thomas "Samoth" Thormodsæter Haugen (Emperor, Zyklon) - Øyvind Hægeland (Spiral Architect) | |
| 1991           | Arcade                                                                  | - Stephen Pearcy (Ratt) - Fred Coury (Cinderella) - Frank Wisley (Sea Hags) | |
| 1991           | Notícias Popular                                                        | - Akira S (Voluntários Da Patria), (Akira S & As Garotas Que Erraram) - Alex Antunes (Akira S & As Garotas Que Erraram), (Shiva Las Vegas) - R.H. Jackson - Edson X (Akira S & As Garotas Que Erraram), (Gueto) | |
| 1991           | Voices That Care                                                        | - vários músicos, entertainers e atletas | gravaram o single de caridade "Voices That Care" para levantar o moral das tropas americanas na Operação Tempestade no Deserto e ajudar a Cruz Vermelha Internacional                  |
| 1994           | Kleiderman                                                              | - Branco Mello (Titãs) - Sérgio Britto (Titãs) - Roberta Parisi | |
| 1995           | Foo Fighters                                                            | - Dave Grohl (Nirvana) - Nate (Sunny Day Real Estate) - Pat Smear (Nirvana e the germs) - Chris Shiflett (No Use for a Name) - Taylor Hawkins (Alanis Morissette) | |
| 1995           | Westside Connection                                                     | - Ice Cube - Mack 10 - WC (WC and the Maad Circle) | |
| 1995           | Neurotic Outsiders                                                      | - Steve Jones (Sex Pistols) - John Taylor (Duran Duran) - Matt Sorum (Guns N' Roses) - Duff McKagan (Guns N' Roses) | |
| 1995           | Mad Season                                                              | - Layne Staley (Alice In Chains) - Mike McCready (Pearl Jam) - Barrett Martin (Screaming Trees) - John Baker Saunders | Gravaram apenas um álbum: Above, que chegou a receber disco de ouro nos EUA, sendo um dos marcos na história do Grunge.                                                                |
| 1996           | G3 (1a formação)                                                        | - Joe Satriani - Steve Vai - Eric Johnson | Gravaram o CD e DVD G3: Live in Concert |
| 1998           | Tritone                                                                 | - Sérgio "Serj"Buss - Edu Ardanuy (Dr. Sin) - Frank Solari | Gravaram o CD Just For Fun (And Maybe Some More Money...) |
| 1999           | A Perfect Circle                                                        | - Maynard James Keenan (Tool) - Josh Freese (The Vandals), - James Iha (The Smashing Pumpkins) - Jeordie White (aka Twiggy Ramirez dos Marilyn Manson, e também dos Nine Inch Nails) - Danny Lohner (Nine Inch Nails) - Tim Alexander (Primus) - Paz Lenchantin (Zwan) - Troy Van Leeuwen (Failure) | |
| Década de 2000 |                                                                         | | |
| Fundação       | Nome da banda/projecto                                                  | Membros | Notas |
| 2000           | Oysterhead                                                              | - Trey Anastasio (Phish) - Les Claypool (Primus) - Stewart Copeland (The Police) | |
| 2000           | JAM Project                                                             | - Hironobu Kageyama - Maasaki Endoh - Hiroshi Kitadani - Masami Okui - Yoshiki Fukuyama (Fire Bomber) - Ricardo Cruz (convidado) | |
| 2001           | Audioslave                                                              | - Chris Cornell (Soundgarden) - Tom Morello (Rage Against the Machine) - Tim Commerford (Rage Against the Machine) - Brad Wilk (Rage Against the Machine) | |
| 2001           | All Star Tribute                                                        | - vários músicos | gravaram uma versão de "What's Going On" para ajudar a Artists Against AIDS Worldwide                                                                                                  |
| 2002           | Velvet Revolver                                                         | - Scott Weiland (Stone Temple Pilots) - Slash (Guns N' Roses) - Duff McKagan (Guns N' Roses) - Matt Sorum (Guns N' Roses) - Dave Kushner (Wasted Youth) | |
| 2002           | Funziona Senza Vapore                                                   | - Cadão Volpato (Fellini) - Jayr Marcos (Fellini, 3 Hombres) - Ricardo Salvagni (Fellini) - Stella Campos | |
| 2002           | Asesino                                                                 | - Dino Cazares (Fear Factory) - Tony Campos (Static-x) - Emilio Marquez (Sepultura) - Andreas Kisser (Sepultura) - Jamey Jasta (Hatebreed) | |
| 2002           | Tribalistas                                                             | - Carlinhos Brown - Marisa Monte - Arnaldo Antunes (Titãs) | |
| 2003           | G3 (2a formação)                                                        | - Joe Satriani - Steve Vai - Yngwie Malmsteen | Gravaram o CD G3: Rockin' in the Free World e o DVD G3: Live in Denver |
| 2004           | Alter Bridge                                                            | - Myles Kennedy (The Mayfield Four) - Mark Tremonti (Creed) - Scott Phillips (Creed) - Brian Marshall (Creed) | |
| 2004           | Ataxia                                                                  | - John Frusciante (Solo) - Joe Lally, (Fugazi) - Josh Klinghoffer (Red Hot Chili Peppers) | |
| 2004           | Band Aid 20                                                             | - vários músicos | re-edição do single de caridade "Do They Know It's Christmas?", pelo seu vigésimo aniversário, para ajudar a combater a fome na Etiópia                                                |
| 2004           | Dreamtime Christmas All-Stars                                           | - vários músicos australianos | gravaram uma versão de "Twelve Days of Christmas" |
| 2004           | This Is Menace                                                          | - Várias bandas (19 bandas ao total) | Grupo, principalmente, do estilo metalcore |
| 2005           | One World Project                                                       | - vários músicos | gravaram o single de caridade "Grief Never Grows Old" para ajudar as vítimas do Tsunami no Oceano Índico em 2004                                                                       |
| 2005           | Angels and Airwaves                                                     | - Tom Delonge (blink-182, Box Car Racer) - Atom Willard (The Offspring, Alkaline Trio) - Ryan Sinn (The Distillers) - David Kennedy (Hazen Street, Box Car Racer) | |
| 2005           | Plus 44                                                                 | - Mark Hoppus (blink-182) - Craig Fairbaugh (Juliette and the Licks, Mercy Killers) - Shane Gallagher (The Nervous Return) - Travis Barker (blink-182, Box Car Racer) | |
| 2003           | G3 (3a formação)                                                        | - Joe Satriani - Steve Vai - John Petrucci | Gravaram o Cd e DVD G3: Live in Tokyo |
| 2006           | The Raconteurs                                                          | - Jack White (The White Stripes) - Brendan Benson - Jack Lawrence (The Greenhornes) - Patrick Keeler (The Greenhornes) - Dean Fertita (The Waxwings) | Dean atua apenas ao vivo, em turnê. |
| 2006           | The Good, the Bad & the Queen                                           | - Damon Albarn (Blur/Gorillaz) - Paul Simonon (The Clash) - Simon Tong (The Verve) - Tony Allen (Fela Kuti) | |
| 2006           | Sem nome (Uma Actuação)                                                 | - Rob Zombie (White Zombie) - Slash (Guns N Roses & Velvet Revolver) - Gilby Clarke (Guns N Roses & Supernova) - Scott Ian (Anthrax) - Tommy Lee (Mötley Crüe & Supernova) - Ace Frehley (Kiss) | A ocasião foi um supergrupo de uma atuação única para prestar tributo aos Kiss, no VH1 Rock Honors Award Show                                                                          |
| 2007           | Little Joy                                                              | - Binki Shapiro - Fabrizio Moretti (The Strokes) - Rodrigo Amarante (Los Hermanos) | Em hiato desde 2010. |
| 2008           | Rockfellas                                                              | - Paul Andrews (Iron Maiden) - Canisso (Raimundos) - Marcão (Charlie Brown Jr.) - Jean Dolabella (Sepultura) | |
| 2008           | Skin                                                                    | - Miyavi (Dué le Quartz) - Yoshiki (X Japan) - Gackt (Malice Mizer) - Sugizo (Luna Sea) | |
| 2008           | Chickenfoot                                                             | - Sammy Hagar (ex-Van Halen) - Joe Satriani (ex-Deep Purple) - Michael Anthony (ex-Van Halen) - Chad Smith (Red Hot Chili Peppers) | |
| 2008           | Swedish House Mafia                                                     | - Axwell (Solo) - Steve Angello (Solo) - Sebastian Ingrosso (Solo) | |
| 2009           | Atoms for Peace                                                         | - Thom Yorke (Radiohead) - Flea (Red Hot Chili Peppers) - Nigel Godrich (produtor do Radiohead) - Mauro Refosco (Forro in the Dark) - Joey Waronker (Beck & R.E.M.) | |
| 2009           | Tinted Windows                                                          | - Taylor Hanson (Hanson) - James Iha (Smashing Pumpkins) - Adam Schlesinger (Fountains of Wayne) - Bun E. Carlos (Cheap Trick) | |
| 2009           | Them Crooked Vultures                                                   | - John Paul Jones (Led Zeppelin) - Josh Homme (Queens of the Stone Age & Kyuss) - Dave Grohl (Foo Fighters & Nirvana) | |
| Década de 2010 |                                                                         | | |
| Fundação       | Nome da banda/projecto                                                  | Membros | Notas |
| 2010           | NKOTBSB                                                                 | - New Kids on the Block - Backstreet Boys | Gravaram o álbum NKOTBSB |
| 2010           | XA-VAT                                                                  | - Közi (ex-Malice Mizer) - Shuuji Ishii (goatbed e Cali≠gari) - Sadie Pink Galaxy (SPEECIES) | Gravaram o álbum 艶℃ |
| 2010/2011      | Symfonia                                                                | - Andre Matos (Viper, Angra, Shaman) - Timo Tolkki (Stratovarius) - Uli Kusch (Helloween) - Jari Kainulainen (Stratovarius) | |
| 2011           | Adrenaline Mob                                                          | - Russell Allen (Symphony X, Star One) - Mike Orlando (ex-Zakk Wylde, ex-Bumblefoot) - John Moyer (Disturbed) - Mike Portnoy (2011 - 2013) (ex-Dream Theater, ex-Liquid Tension Experiment, Flying Colors, The Winery Dogs) | |
| 2011           | Panamericana                                                            | - Toni Platão (ex-Hojerizah) - Dado Villa-Lobos (ex-Legião Urbana) - Dé Palmeira (ex-Barão Vermelho) - Charles Gavin (ex-Titãs) | |
| 2012           | Flying Colors                                                           | - Mike Portnoy (ex-Dream Theater, ex-Liquid Tension Experiment, Adrenaline Mob, The Winery Dogs) - Dave LaRue (Dixie Dregs) - Casey McPherson (Alpha Rev) - Neal Morse (Transatlantic) - Steve Morse (Dixie Dregs, Deep Purple) | |
| 2012           | The Winery Dogs                                                         | - Mike Portnoy (ex-Dream Theater, ex-Liquid Tension Experiment, Adrenaline Mob, Flying Colors) - Billy Sheehan (Mr. Big) - Richie Kotzen (ex-Mr. Big, Vertú, Poison) | |
| 2013           | McBusted                                                                | - Tom Fletcher (McFly) - Danny Jones (McFly) - Matt Willis (Busted) - Dougie Poynter (McFly) - James Bourne (Busted) | |
| 2014           | Red Zone Rider                                                          | - Vinnie Moore (carreira solo, UFO, Alice Cooper) - guitarrista virtuoso - Kelly Keeling (Baton Rouge, MSG, Trans-Siberian Orchestra) - vocalista e multi-instrumentalista - Scot Coogan (Lita Ford, Ace Frehley, Brides Of Destruction) - baterista | |
| 2014           | Antemasque                                                              | - Omar Rodríguez-López (The Mars Volta) - Cedric Bixler-Zavala (The Mars Volta) - Flea (Red Hot Chili Peppers) - Dave Elitch (The Mars Volta) | |
| 2014           | De La Tierra                                                            | - Alex González (Maná) - Andreas Kisser (Sepultura) - Flavio Cianciarulo (Los Fabulosos Cadillacs) - Andrés Giménez (ANIMAL) | |
| 2014           | No Devotion                                                             | - Geoff Rickly (Thursday) - Richard Jamie Oliver (Lostprophets) - Stuart Richardson (Lostprophets) - Lee Gaze (Lostprophets) - Mike Lewis (Lostprophets) | |
| 2015           | Lindemann                                                               | - Till Lindemann (Rammstein) - Peter Tägtgren (Hypocrisy) | |
| 2016           | Generation Axe                                                          | - Steve Vai - Zakk Wylde - Yngwie Malmsteen - Nuno Bettencourt - Tosin Abasi | |
| 2016           | Prophets of Rage                                                        | - Tom Morello (Rage Against The Machine) - Tim Commerford (Rage Against The Machine) - Brad Wilk (Rage Against The Machine) - DJ Lord (Public Enemy) - Chuck D (Public Enemy) - B-Real (Cypress Hill) | |
| 2018           | LSD                                                                     | - Labrinth - Sia - Diplo | |
| 2019           | SuperM                                                                  | - Taemin (Shinee) - Baekhyun (Exo) - Kai (Exo) - Taeyong (NCT) - Mark (NCT) - Ten (WayV) - Lucas (WayV) | |